# 32ª Mostra internazionale d'arte cinematografica di Venezia
La 32ª edizione della Mostra internazionale d'arte cinematografica di Venezia si è svolta a Venezia, Italia, dal 25 agosto al 6 settembre del 1971. Il direttore della Mostra è per la prima volta Gian Luigi Rondi.
Anche in questa edizione fu mantenuta l'abolizione dei premi. Furono assegnati dalla Direzione della Mostra tre Leoni d'oro alla carriera a John Ford, Marcel Carné e Ingmar Bergman.

## Storia
Durante gli anni settanta le diverse edizioni si svolsero in un clima di precarietà e discontinuità. Questa edizione venne diretta da Gian Luigi Rondi sotto il controllo del commissario straordinario, Filippo Longo; Rondi invitò alla mostra la Repubblica popolare cinese che presentò Hóngsèniángzijūn, un film di propaganda del 1961 di Xie Jin, e istituì i Leoni d'oro alla carriera.

## Film selezionati

### Argentina
- Y que patitín y que patatán, regia di Mario Sabato

### Canada
- In disgrazia alla fortuna e agli occhi degli uomini (Fortune and Men's Eyes), regia di Harvey Hart

### Cecoslovacchia
- Hry lásky šálivé (t.l. I giochi incantevoli dell'amore), regia di Jiří Krejčík

### Danimarca
- Kære Irene (t.l. Cara Irene), regia di Christian Braad Thomsen

### Finlandia
- Anna, regia di Jörn Donner

### Francia
- Inchiesta su un delitto della polizia (Les assassins de l'ordre), regia di Marcel Carné
- L'humeur vagabonde (t.l. L'umore vagabondo), regia di Édouard Luntz
- M comme Mathieu (t.l. M come Mathieu), regia di Jean-François Adam
- Quel violento mattino d'autunno (Le Petit Matin), regia di Jean-Gabriel Albicocco
- Le Printemps (t.l. La primavera), regia di Marcel Hanoun
- Tre dritti a St. Tropez (Smic smac smoc), regia di Claude Lelouch
- On n'arrète pas le printemps (t.l. Non si ferma la primavera), regia di René Gilson

### Germania
- Der große Verhau (t.l. Il grande pasticcio), regia di Alexander Kluge
- Lenz, regia di George Moorse
- Liebe, so schön wie Liebe  (t.l. L'amore, bello come l'amore), regia di Klaus Lemke
- Attenzione alla puttana santa (Warnung vor einer heiligen Nutte), regia di Rainer Werner Fassbinder

### Giappone
- Dodes'ka-den, regia di Akira Kurosawa

### Gran Bretagna
- I diavoli (The Devils), regia di Ken Russell
- Improvvisamente, un uomo nella notte (The Nightcomers), regia di Michael Winner
- Domenica, maledetta domenica (Sunday Bloody Sunday), regia di John Schlesinger

### India
- Pratidwandi (t.l. L'avversario), regia di Satyajit Ray
- Uski Roti (t.l. Il pane degli altri), regia di Mani Kaul

### Iran
- Gaav (t.l. La mucca), regia di Dariush Mehrjui

### Italia
- Durante l'estate, regia di Ermanno Olmi
- L'ospite, regia di Liliana Cavani
- La piazza vuota, regia di Giuseppe Recchia
- Il potere, regia di Augusto Tretti
- La vacanza, regia di Tinto Brass

### Jugoslavia
- Uloga moje porodice u svjetskoj revoluciji (t.l. Il ruolo della mia famiglia nella rivoluzione mondiale), regia di Bahrudin 'Bato' Cengic

### Messico
- Arde, regia di José Bolaños

### Polonia
- La terza parte della notte (Trzecia część nocy), regia di Andrzej Żuławski

### Spagna
- Liberxina 90, regia di Carlos Durán

### Stati Uniti
- Chi è Harry Kellerman e perché parla male di me? (Who Is Harry Kellerman and Why Is He Saying Those Terrible Things About Me?), regia di Ulu Grosbard
- Fuga da Hollywood (The Last Movie), regia di Dennis Hopper
- Diretto da John Ford (Directed by John Ford), regia di Peter Bogdanovich

### Svezia
- L'adultera (Beröringen), regia di Ingmar Bergman

### Ungheria
- Horizont (t.l. Orizzonte), regia di Pál Gábor

### Unione Sovietica
- Il debutto (Nacialo), regia di Gleb Panfilov

## Omaggio a Dylan Thomas
- Under Milk Wood (t.l. Sotto il bosco di latte), regia di Andrew Sinclair[2]

## Fuori programma
- Hóngsèniángzijūn (Il distaccamento femminile rosso) (Cina) di Xie Jin

## Informativa«American Free Cinema»
- Punishment Park, regia di Peter Watkins
- Black Roots, regia di Lionel Rogosin
- Recess, regia di Rule Royce
- Hospital, regia di Frederick Wiseman
- Deathstyle, regia di Richard Myers
- Confrontation at Kent State, regia di Richard Myers
- Whiskey Flats, regia di MacGregor Douglas
- In the Year of the Pig, regia di Emile de Antonio
- Marco, regia di Gerald Temaner
- Anche gli uccelli uccidono, regia di Robert Altman
- Mississippi Summer, regia di William Bayer
- Make a Face, regia di Karen Sperling